# Эдмондс, Родди
Родди Уоринг Эдмондс (англ. Roddie Waring Edmonds, 20 августа 1919, Ноксвилл, Теннесси, США — 8 августа 1985, там же) — мастер-сержант 422-го пехотного полка Армии США, удостоенный звания «Праведник мира» за спасение евреев в немецком лагере для военнопленных «Шталаг IX A» во время Второй мировой войны.

## Биография

### Молодые годы и военная служба
Родди Уоринг Эдмондс родился 20 августа 1919 года в Ноксвилле, штат Теннесси, США. Его отец, Томас Эдмондс, работал оклейщиком обоев на местных предприятиях, а мать, Мэри Джейн Секстон Эдмондс, умерла, когда Родди было три года. У него было три брата: Томас Эдмондс-младший (основатель успешного рекламного бизнеса), Леон Эдмондс (трубач, игравший с несколькими известными группами) и Роберт Эдмондс (стал солдатом). Семья принадлежала к Церкви Объединённых братьев во Христе, и Родди посещал Объединённую методистскую церковь в Саут-Ноксвилле и Евангелическую церковь Объединённых братьев в Ноксвилле. В 1938 году Родди окончил четыре класса средней школы Ноксвилла. После начала Второй мировой войны, 17 марта 1941 года Эдмондс был призван в Армию США в Форт-Оглторпе (штат Джорджия). Тогда же он женился, родилась дочь, но впоследствии брак закончился разводом. Летом 1944 года Эдмондс принял участие в высадке союзных войск в Европе, быстро дослужившись до мастер-сержанта.

### Плен
17 декабря 1944 года, во время наступления немецкой армии в ходе Арденнской операции, мастер-сержант 422-го пехотного полка 106-й пехотной дивизии Родди Эдмондс попал в плен в числе более чем 1200 других солдат, а затем был помещён в немецкий лагерь для военнопленных «Шталаг IX A» в Цигенхайне. В своём дневнике он писал: «мы прошли 31 милю без пищи и воды, и, как я уже говорил, мы были согнаны в партии, и лежали в грязи до утра»; впоследствии Эдмондс испытал все тяготы неволи. Он стал одним из 6 тысяч человек из трёх полков, попавших в окружение и захваченных в плен под Арденнами, наряду с Куртом Воннегутом, Сонни Фоксом и Эрнестом Киноем.
27 января 1945 года немецкий комендант лагеря майор Зигман приказал всем евреям-военнопленным сообщить о своём происхождении. Эдмондс понимал, что его сослуживцам-евреям грозит смерть, и будучи старшим по званию унтер-офицером в американской части лагеря, приказал всем своим людям, независимо от того являются ли они евреями, сделать шаг вперёд и выйти из строя. Увидев, что около тысячи заключённых демонстративно выступили вперёд, Зигман заявил, что они все не могут быть евреями, на что Эдмондс ответил: «мы все евреи». Тогда комендант потребовал выдачи евреев и приставил пистолет к голове Эдмондса, однако тот заявил, что «согласно Женевской конвенции, мы должны сообщить только своё имя, звание и личный номер. Если вы убьёте меня, вам придётся убить всех нас, и после войны вас будут судить за военные преступления», после чего Зигман развернулся и ушёл.
В результате этой акции неповиновения Эдмондс спас более 200 еврейских американских солдат, которые до конца войны остались в плену вместе с другими военнослужащими. Сам Эдмондс провёл в плену около 100 дней, до своего освобождения 30 марта 1945 года в числе других военнопленных.

### Последующая жизнь
После службы в Корее Эдмондс вернулся в Ноксвилл и женился во второй раз — на Мэри Энн Уотсон, которая была на 16 лет моложе его. В браке родились двое сыновей — Крис и Майк. Некоторое время Эдмондс работал менеджером в «Knoxville Journal», а затем продавал переносные дома и системы кабельного телевидения. Будучи очень принципиальным человеком, исповедовавшим христианство и помогавшим своим ближним, он активно противостоял антисемитизму, распространённому в штате Теннесси и США до и после Второй мировой войны.
Родди Уоринг Эдмондс скончался 8 августа 1985 года от сердечной недостаточности за несколько недель до своего 66-летия в своём родном Ноксвилле (штат Теннесси). Похороны прошли в Мемориальных садах Берри-Хайленд в Беардене.

## Признание
Эдмондс публично не рассказывал об этой истории и она стала известна только после его смерти из его же личных дневников и воспоминаний сослуживцев и товарищей по плену — Пола Штерна и Лестера Таннера.
Сын Эдмондса — Крис, ставший христианским пастором конгрегации баптистов в Мэривилле, вместе с несколькими политиками из Теннесси начал кампанию по присвоению своему отцу высшей военной награды США — медали Почёта. По его словам, отец «был человеком большой религиозной веры и непоколебимого морального кодекса и набора ценностей, которым он посвятил всего себя», понеся «персональный риск в целях защиты других», также отметив, что «основой ценностей отца и моральным кодексом была его вера в Христа. В своем дневнике он говорил о желании служить Богу и о том, как на самом деле плоха война». Именно Крис Эдмондс, прочитав статью Лестера Таннера в «The New York Times» о продаже таунхауса бывшего президента США Ричарда Никсона в Верхнем Ист-Сайде, в которой говорилось, что «если бы не отвага и мужество моего мастер-сержанта Родди В. Эдмондса, я не был бы в состоянии провести эту сделку», впервые узнал о подвиге своего отца. После этого Крис отправил все найденные им материалы по электронной почте в израильский музей «Яд ва-Шем», где директор отдела праведников мира Ирена Штейнфельдт вместе со своими коллегами проделала большую работу по выяснению обстоятельств подвига Эдмондса на основании имеющихся свидетельских показаний и исторических документов.
2 декабря 2015 года Национальный мемориал Катастрофы и Героизма «Яд ва-Шем» посмертно присвоил Родди Эдмондсу почётное звание «Праведник мира». Это звание является самой высокой наградой Израиля для неевреев, рисковавших собой и своими близкими для спасения жизней евреев, находящихся под угрозой уничтожения во время Второй мировой войны. В связи с этим, председатель «Яд ва-Шем» Авнер Шалев отметил:

Мастер-сержант Родди Эдмондс, казалось, был обычным американским солдатом, однако он проявил необыкновенное чувство ответственности и преданности своим собратьям. Эти атрибуты формируют общую нить, связывающую членов этой избранной группы Праведников народов мира. Выбор и действия мастер-сержанта Эдмондса стали примером для его американских солдат-товарищей в борьбе и единении против варварского зла нацистов.
Спустя 70 лет после совершения подвига, Эдмондс стал пятым гражданином США и первым из американских военных среди более чем 27 тысяч человек, удостоенных на тот момент звания «Праведник народов мира». В программу увековечения памяти Эдмондса вошло занесение его имени на стену в Саду праведников мира на горе Герцля в Иерусалиме, а также вручение памятного медальона членам его семьи.
27 января 2016 года в Международный день памяти жертв Холокоста и 71-ю годовщину освобождения Освенцима в посольстве Израиля в Вашингтоне прошла торжественная церемония в честь четырёх праведников мира — американцев Родди Эдмондса и Лоис Ганден и поляков Валерия и Марыли Збиевских. На этой церемонии Президент США Барак Обама произнёс речь, в которой отметил, что моральный пример Родди Эдмондса является уроком для американцев. По мнению
Обамы, перед лицом современного антисемитизма как «дистиллированного зла» американцы для защиты своих ценностей должны заявить так же, как Родди Эдмондс — «Мы все евреи».